# ۱۲۶ (پیش از میلاد)
۱۲۶ (پیش از میلاد) ۱۲۶مین سال قبل از تقویم میلادی است.